# USS Roanoke (1855)
«Роанок» (англ. USS Roanoke) був дерев'яний  гвинтовий фрегат типу «Меррімак», побудований для ВМС США в середині 1850-х років.  Корабель був перетворений у монітор протягом 1862—63. Це був перший корабель з більш ніж двома баштами в історії. «Роанок» був поміщений у резерв після війни і проданий на брухт в 1883 році. 

### Паровий фрегат
«Роанок», названий на честь річки Роанок,  був закладений у в травні 1854 року і спущений на воду 13 грудня 1855 року. Корабель затонув під час спуску на воду, і його треба було підняти на поверхню, перш ніж добудувати.  Фрегат був введений в експлуатацію 4 травня 1857 року під командуванням капітана Джона Б. Монтгомері. 
Після початку Громадянської війни «Роанок» повернули з резерву  20 червня 1861 року і був включений до Північно-Атлантичної блокуючої ескадри. 13 липня 1861 року вона знищила шхуну Mary берегів Північної Кароліни. Корабель згодом допоміг захопити шхуни Albion і Alert , а також судно Thomas Watson поблизу Чарльстону, 15 жовтня 1861. 

### Переобладнання у броненосець

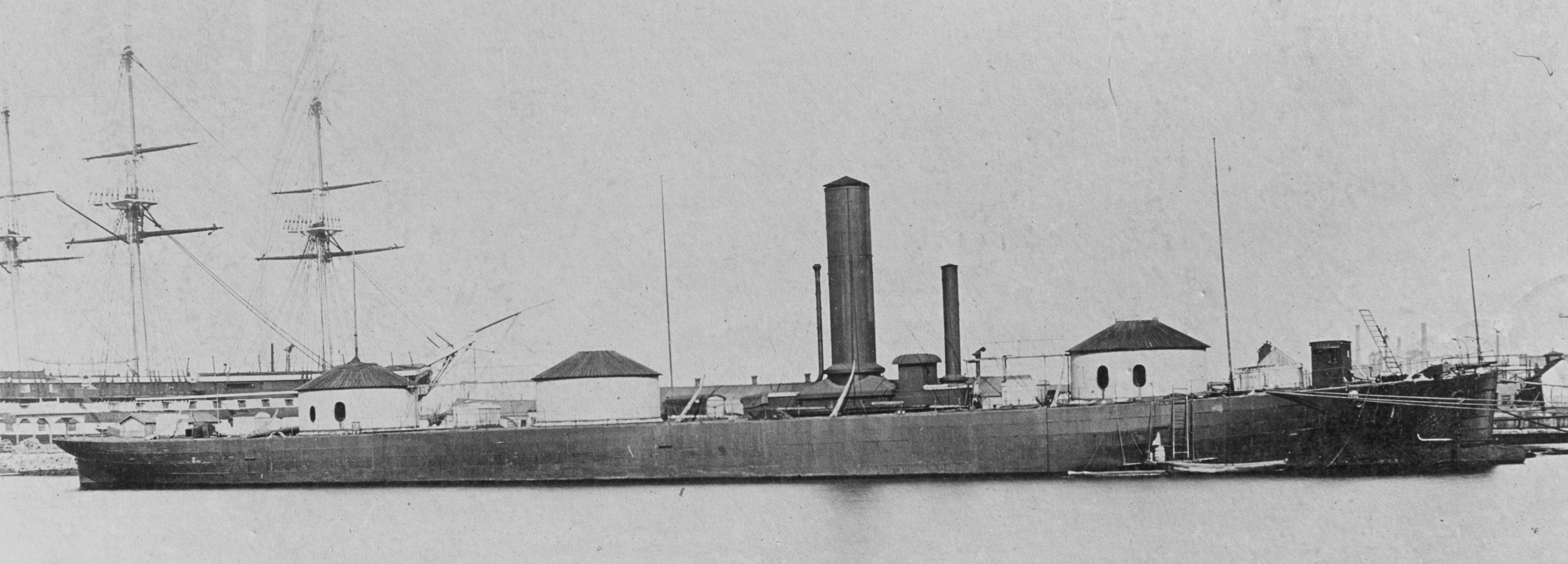
Roanoke після його перетворення в монітор

19 березня 1862 року, через 10 днів після Битви на рейді Гемтон-Роудс, де USS Monitor нейтралізував броненосець південців CSS Virginia, за ініціативою Джона Лентала ( Lenthall), керівник бюро конструювання та ремонту було ухвалене рішення про переробку фрегата у морехідний монітор шляхом зрізання верхньої палуби, встановлення броні та башт конструкції  Еріксона .
«Роанок» також був обладнаний тараном сокироподібної форми. Він була сформована з двох 4,5-дюймових пластин, що продовжувались за його носом

### Служба у якості броненосця
Корабель був прийнятий ВМФ 16 квітня 1863 року, хоча він не був офіційно включений до його складу до 29 червня,  перший військовий корабель з більш, ніж двома баштами в історії.  Ігноруючи тиск з боку місцевих політиків, щоб утримати «Роанок» в Нью-Йорку, військово-морський флот наказав спрямувати монітор у Гемптон-Роудс, де посилити блокуючу ескадру. Під час походу на південь корабель досяг максимальної швидкості 8,5 вузлів. Капітан Бенджамін Ф. Сендс повідомив, що хитавиця корабля була настільки великою, що це "виключало б можливість стрільби з його гарматами на морі, і я був вимушений закріпити їх шматками деревини, щоб запобігти їх втраті".  «Роанок»  був призначений як корабель оборони гавані у Гемтон-Роудс, де він і залишався до кінця війни.  14 липня, Сендс провів навчальні стрільби з гармат корабля, і обидві 15-дюймові гармати Дальгрена та одна 150-фунтової нарізна гармата Паррота злетіли зі своїх установок через віддачу